# Мадоян Гукас Карапетович
Гукас Карапетович Мадоян (нар. 15 січня 1906 — 11 червня 1975) — радянський військовик, Герой Радянського Союзу (1943), учасник німецько-радянської війни. Почесний громадянин Ростова-на-Дону (1968).

## Життєпис
Народився 9 жовтня 1919 року в поселені Керс Карської області Російської імперії (зараз у складі Туреччини) у селянській родині. Вірменин. Освіта неповна середня.
Брав участь у Громадянській війні в Росії в 1920—1921 роках.
Закінчив піхотну школу в 1924 році. З 1925 року член ВКП(б).
У 1940 році пройшов курси «Вистрэл»
У Червоній армії проходив службу у 1920—1925, 1930—1933, та з 1940 по 1944 роки.
На фронтах у німецько-радянської війни з червня 1941 року.
Відзначився під час боїв за Ростов-на-Дону. Командир 3-го стрілецького батальйону 159-ї стрілецької бригади (28-ма армія, Південний фронт) старший лейтенант Г. К. Мадоян зі своїм підрозділом, у ніч на 8 лютого 1943 року, зайняв оборону на сході вокзалу «Ростов-на-Дону», відбивши декілька контратак противника. Удень виявилося, що були поранені командири 4-го та 1-го батальйонів, що діяли поруч. Перебуваючи в оточенні, Гукас Мадоян прийняв командування всіма 3-ма батальйонами на себе й об'єднаним загоном упродовж 8—14 лютого обороняв вокзал. За 6 днів підрозділ відбив понад 30 контратак противника, що залучав як танки, так і автоматників. 11 лютого німці підпалили всі будівлі вокзалу, у яких оборонявся підрозділ Мадояна, але його люди зайняли оборону біля району ливарного цеху та тримали під обстрілом будівлю вокзалу Ростова і привокзальну площу. За ці дні противник втратив понад 300 солдатів і офіцерів, 35 автомашин, 1 танк, 10 мотоциклів та 3 вогневі точки.
Пізніше, до кінця своєї служби очолював 1194-й стрілецький полк (у складі 359-ї стрілецької дивізії).
6 жовтня 1944 року важко поранений та у званні підполковника у тому ж році вийде у відставку по хворобі.
Жив у Єревані. Працював радником Голови Ради Міністрів Вірменської РСР. Помер 11 червня 1975 року.

## Звання та нагороди
31 березня 1943 року Гукасу Карапетовичу Модояну присвоєно звання Героя Радянського Союзу. В 1968 році також отримав звання почесного громадянина міста Ростов-на-Дону.
Також нагороджений:
- орденом Леніна
- орденом Олександра Невського
- орденом «Знак Пошани»
- медалями